# Alan Chesney
Alan Malcolm Chesney  (Christchurch, 28 april 1949) is een voormalig hockeyer uit Nieuw-Zeeland. 
Chesney nam met de Nieuw-Zeelandse hockeyploeg deel aan de Olympische Spelen 1976 en behaalde de gouden medaille.

## Erelijst
- 1976 –  Olympische Spelen in Montreal